# Jägalawaterval
De Jägalawaterval is de grootste natuurlijke waterval van Estland. De waterval bevindt zich in de rivier de Jägala, die 4 km verderop in de Finse Golf stroomt. Hij ligt op de grens tussen de dorpen Jägala-Joa en Koogi. De waterval is 8 meter hoog en 50 meter breed. Vanwege het noordelijke klimaat in Estland bevriest de gehele waterval in de winter. De waterval is ontstaan doordat de Jägalarivier van het kalksteenplateau de Baltische glint afstroomt.

## Trivia
- Soms wordt de Jägalawaterval ook wel eens aangemerkt als de Niagarawatervallen van de Baltische staten